# Список губернаторов Южной Родезии
Губерна́тор Ю́жной Роде́зии (англ. Governor of Southern Rhodesia) являлся представителем британского монарха в самоуправляющейся колонии Южная Родезия с 1923 по 1980 год. Он назначался короной и выступал в качестве главы государства, получая инструкции от британского правительства.

## Конституционная роль
Губернатор являлся главнокомандующим вооружёнными силами и мог оказывать значительное влияние на управление колонией и её правительством, но на практике его главная задача заключалась в поддержании взаимодействия между правительствами Великобритании и Южной Родезии, обычно в качестве консультанта. При этом с 1951 года (в отличие от других колоний), британское правительство было представлено в Южной Родезии собственным Верховным комиссаром в Солсбери.
В период, когда Южная Родезия была частью Федерации Родезии и Ньясаленда, функции губернатора оставались неизменными, однако, поскольку Солсбери стал столицей федерации, её генерал-губернатор проживал в Доме правительства, ранее официальной резиденции губернатора, который занял резиденцию в пригороде.

## Провозглашение независимости
11 ноября 1965 года возглавляемое Яном Смитом правительство Родезийского фронта, основываясь на результатах референдума о независимости Южной Родезии (был проведён 5 ноября 1964 года), провозгласило одностороннюю декларацию независимости страны от Соединенного Королевства. Губернатор Сэр Хамфри Гиббс, немедленно распустил возглавляемый Яном Смитом кабинет министров, что было проигнорировано Смитом, заявившим о введении в действие новой конституции, в которой должность губернатора была заменена должностью администратора правительства, на которую был назначен заместитель премьер-министра Клиффорд Дюпон.
Однако Гиббс продолжал занимать Дом правительства, исполняя роль представителя королевы «де-юре» и не ушел с поста до июня 1969 года, когда на референдуме была утверждена республиканская конституция.
Должность губернатора оставалась вакантной до 12 декабря 1979 года, когда Великобритания возобновила колониальный контроль над Южной Родезией в соответствии с решениями Ланкастерхаузской конференции. 18 апреля 1980 года была провозглашена независимость Зимбабве.

## Штандарт

Штандарт губернатора Южной Родезии (1924–1951)

Корона Св. Эдуарда

Корона Тюдоров

Как и в большинстве британских колоний, используемый губернатором штандарт, как представителя монарха в Южной Родезии, первоначально был Союзным флагом с белым кругом в центре со щитом герба колонии (который появился 11 августа 1924 года). Этот флаг был принят 1 октября 1924 года и использовался до 30 июля 1951 года.
31 июля 1951 года для губернатора Южной Родезии был введён новый штандарт. Это было тёмно-синее полотнище с соотношением сторон 4:7, с королевской короной в центре. Первоначально на штандарте должна была изображаться корона Тюдоров, однако после вступления на трон в 1952 году королева Елизавета II отдала предпочтение короне Святого Эдварда, и эта версия использовалась впоследствии.

## Список губернаторов
| №                  | Губернатор     | Губернатор | Начало полномочий | Окончание полномочий | Монарх  |
| ------------------ | -------------- | --- | ----------------- | -------------------- | ------- |
| 1                  |                | подполковник, Сэр Джон Роберт Чэнселлор (1870—1952) англ. John Robert Chancellor                                           | 1 октября 1923    | 15 июня 1928         | Георг V |
| и. о.              |                | Сэр Мюррей Биссет (1876—1931) англ. Murray Bisset                                                                          | 15 июня 1928      | 24 ноября 1928       | Георг V |
| 2                  |                | Сэр Сесил Уильям Хантер-Родвелл (1874—1953) англ. Cecil William Hunter-Rodwell                                             | 24 ноября 1928    | 1 мая 1934           | Георг V |
| и. о.              |                | Сэр Александр Фрейзер Рассел (1876—1952) англ. Alexander Fraser Russell                                                    | 1 мая 1934        | 8 января 1935        | Георг V |
| 3                  |                | Сэр Герберт Джеймс Стэнли (1872—1955) англ. Herbert James Stanley                                                          | 8 января 1935     | 8 января 1942        | Георг V |
| 3                  | Эдуард VIII    | Сэр Герберт Джеймс Стэнли (1872—1955) англ. Herbert James Stanley                                                          | 8 января 1935     | 8 января 1942        |         |
| 3                  | Георг VI       | Сэр Герберт Джеймс Стэнли (1872—1955) англ. Herbert James Stanley                                                          | 8 января 1935     | 8 января 1942        |         |
| и. о.              |                | Сэр Александр Фрейзер Рассел (1876—1952) англ. Alexander Fraser Russell                                                    | 8 января 1942     | 10 декабря 1942      |         |
| 4                  |                | Сэр Ивлин Бэринг (1903—1973) англ. Evelyn Baring                                                                           | 10 декабря 1942   | 26 октября 1944      |         |
| и. о.              |                | Сэр Роберт Джеймс Хадсон (1885—1963) англ. Robert James Hudson                                                             | 26 октября 1944   | 20 февраля 1945      |         |
| 5                  |                | адмирал, Сэр Уильям Эрик Кэмпбелл Тэйт (1903—1973) англ. William Eric Campbell Tait                                        | 20 февраля 1945   | 2 февраля 1946       |         |
| и. о.              |                | Сэр Александр Фрейзер Рассел (1876—1952) англ. Alexander Fraser Russell                                                    | 2 февраля 1946    | 19 июля 1946         |         |
| и. о.              |                | Сэр Роберт Джеймс Хадсон (1885—1963) англ. Robert James Hudson                                                             | 19 июля 1946      | 14 января 1947       |         |
| 6                  |                | генерал-майор, Сэр Джон Нобл Кеннеди (1893—1970) англ. John Noble Kennedy                                                  | 14 января 1947    | 21 ноября 1953       |         |
| 6                  | Елизавета II   | генерал-майор, Сэр Джон Нобл Кеннеди (1893—1970) англ. John Noble Kennedy                                                  | 14 января 1947    | 21 ноября 1953       |         |
| и. о.              |                | Сэр Роберт Кларксон Тредголд (1899—1977) англ. Robert Clarkson Tredgold                                                    | 21 ноября 1953    | 26 ноября 1954       |         |
| 7                  |                | вице-адмирал, Сэр Певерил Бартон Рейби Уоллоп Уильям-Паулетт (1898—1985) англ. Peveril Barton Reiby Wallop William-Powlett | 26 ноября 1954    | 28 декабря 1959      |         |
| 8                  |                | Сэр Хамфри Вайкари Гиббс (1902—1990) англ. Humphrey Vicary Gibbs                                                           | 28 декабря 1959   | 17 ноября 1965       |         |
| 8                  | 17 ноября 1965 | Сэр Хамфри Вайкари Гиббс (1902—1990) англ. Humphrey Vicary Gibbs                                                           | 24 июня 1969      |                      |         |
| должность вакантна |                | |                   |                      |         |
| 9                  |                | Сэр Артур Кристофер Джон Соумс (1920—1987) англ. Arthur Christopher John Soames                                            | 12 декабря 1979   | 18 апреля 1980       |         |